# Chabuata cerastidia
Chabuata cerastidia là một loài bướm đêm trong họ Noctuidae.